# Baroja (localidad)
Baroja es una localidad del concejo de Baroja, que está situado en el municipio de Peñacerrada, en la provincia de Álava, País Vasco (España).

## Etimología
El nombre de 'Baroja' proviene de Barrotza ("abundancia de jaros" o "matorrales").[cita requerida]

## Historia
A mediados del siglo XIX, el lugar, que ya por entonces formaba parte del ayuntamiento de Peñacerrada, contaba con una población de 138 habitantes. La localidad aparece descrita en el cuarto volumen del Diccionario geográfico-estadístico-histórico de España y sus posesiones de Ultramar de Pascual Madoz de la siguiente manera:

BAROJA: l. en la prov. de Alava (4 leg. á Vitoria), ayunt. de Peñacerrada (V.). dioc. de Calahorra; sit. al pie occidental de los montes de Recilla, con libre ventilacion y clima sano, tiene 32 casas, una parr. (S. Bartolomé); aneja de la de Peñacerrada. servida por un beneficiado de esta con titulo de cura, que espide el ob.; y una ermita (San Millan), propiedad del pueblo; confina su térm., N. y O. Zumento, E. los espresados montes, y S. Loza; el terreno, aunque montuoso y quebrado es bastante fértil; pobl: 32 vec., 138 alm.,, riqueza y contr. (V. Alava intendencia.)
(Madoz, 1846, p. 31)

Décadas después, ya en el siglo XX, se describe de la siguiente manera en el tomo de la Geografía general del País Vasco-Navarro dedicado a Álava y escrito por Vicente Vera y López:

Baroja.—Lugar distante de Peñacerrada 4 kilómetros. Confina, al N., con Zumento; al S., con Loza; al E., con Faido, y al O., con el arroyo de los Poyos. Su caserío se compone de 50 viviendas y además 6 albergues. La población es de 89 almas de hecho y 91 de derecho. Su parroquia, de categoría rural de segunda clase, pertenece al arciprestazgo de La Bastida y está dedicada á San Martín. Tiene una escuela pública incompleta, á la que acuden 29 niños de otros lugares. Pertence á su vecindario el aprovechamiento del monte comunal Dehesa, de 82 hectáreas, plantado de hayas, y el de Turizar, de 40, con el mismo arbolado. Riega el término del lugar un arroyo que desciende de las montañas y se interna en el Condado de Treviño para afluir al río Ayuda. Durante la primera guerra civil estuvo esta población ocupada largo tiempo por los carlistas y en sus inmediaciones se libraron varios combates.
(Vera y López, 1915-1921, p. 680)

## Despoblados
Forman parte de la localidad los despoblados de:
- Aima.[3]
- Ascorri.[4]

## Demografía
| Gráfica de evolución demográfica de Baroja entre 2000 y 2017 |
|                                                              |
| Población de derecho según los censos de población del INE.  |